# 山中誠 (実業家)
山中 誠（やまなか まこと、1963年7月30日 - ）は、有限会社ディ・エフ・エス創業者であり、現在は社名を変更して株式会社HMY代表取締役。同社が運営する「一日一組様限定　博多もつ鍋屋 本店（閉業）」代表。「もつ鍋王」。「名古屋のもつ鍋王」と各メディアから称された。ラジオ番組 博多もつ鍋屋の「もつトモ」FM愛知・＠FM80.7 のパーソナリティーも務めた過去。余命一年として2023年にクラウドファンディングも行っているが、現地を見学した報告のみ、改装費用に使用したかは不明。2025年現在、活発に旅行等に出かけていることをSNSで発信、存命中。

## 経歴
愛知県生まれ。自動車関係のサラリーマンの父の元、5人兄弟の次男として生まれる。
小学3年生で突然自分で稼いでみたいと、牛乳と新聞の配達を開始。
名古屋駅のキヨスクに配達をした際に、読売巨人軍の長嶋茂雄監督に遭遇し「キミはえらい！」とサインをもらう。
料理もまた小学3年生の時に突然目玉焼きをきっかけに作りたくなり、野菜炒め→魚すきと進化。家族に「もう作るな」と嫌がられるほど熱中。
牛乳配達は学校卒業後に鉄工所へ就職してからも続行。朝5時から牛乳配達、朝9時から鉄工所、夜9時からステーキ屋でバイト。
1日3職で貯めた資金で25歳の時、「山中自動車」を設立（現・有限会社デイ・エフ・エス）自動車販売業をはじめる。
一方で、暴走族のヘッドであったことを自慢し、刑務所にいたときに、暴力団の組長に気に入られ、資金提供を受けて自動車販売業を始めたとしている。
35歳で軌道にのり、その資金で飛行機免許を取得するための名古屋から福岡へフライトトレーニングを行っているときに、博多のもつ鍋と出会う。
最初は感動したもつ鍋の味も、すぐに飽きてしまうが、自動車販売業の傍ら独自の発想と技術で、究極のもつ鍋を15年の歳月をかけて開発。
最初は友人に振舞っていたのだが、あまりの美味さに「これ売れるよ」と言われ通信販売を始めたら大ヒットする。
2009年2月28日満を持して「一日一組様限定　博多もつ鍋屋　本店」をオープン。
ドイツの最高級車「マイバッハ」による送迎と、「一日にたった一組様だけに究極のおもてなし」をコンセプトにした。
オープン当初、取材に来た富裕層向け雑誌「セブンヒルズ・プレミアム」では、進化するホスピタリティと題して
「おもてなしの新発想　至上最高のもつ鍋」と称され10ページにもわたる特集を組まれる。「博多もつ鍋屋　本店（閉店）」のオープン1年後2010年には、名古屋市中区葵の広小路通沿いに2号店となる「博多もつ鍋屋　はなれ（閉店）」店をオープン。。
一日一組限定　博多もつ鍋屋の商品販売は、全国のスーパー小売店・高速道路PAなどへも拡大、又通信販売などの売り上げで、日本国内男子・女子プロゴルフツアーなどを協賛スポンサーとして後援。。
東海ラジオ・岐阜放送・CBC放送・ZIP-FM・@FMにて博多もつ鍋屋の番組を継続している。もちろん代表山中がメインパーソナリティーを務める。。2017年にはラジオ番組・テレビ・メディア初の海外旅行　ファーストクラスで行くツアーをリスナープレゼントとして提供。。
現在では、有名企業・中小零細企業のブランディングコンサルタントアドバイザーを多数兼務している。
各地での講演依頼。
2018年2月14日放送。TBS系列「ビビット」にて、「搭乗金額の総額は数億円？ ヘリコプターをチャーターする会社社長の日常」として紹介されました。」。ライブドアニュースに掲載。2020年詐欺まがいなことをやって訴えられる。
17年末に、フランチャイズの契約金や返還されなかったポルシェの代金など、2645万円の損害賠償を求める訴えを起こされ山中社長には2286万円の支払い命令が下ったが、妻等に資産を移し、自己破産後、運営会社を会社HMYと改名。抵当に入った豪邸は山中氏の資産を移した山中氏の妻が落札、現在もその自宅に住む。原告には1円たりとも支払われていない。https://www.dailyshincho.jp/article/2021/06101450/

## 出演番組

### レギュラー出演
- 一日一組　博多もつ鍋屋の「もつトモ」（FM愛知）2015年6月 -

### 過去の出演番組

#### レギュラー出演
- 一日一組博多もつ鍋屋の「もつが取り持つご縁です」（ぎふちゃん）2014年

#### 単発・不定期番組
- 志村&所の戦うお正月（テレビ朝日）2014年1月1日Gooテレビ番組
- カスペ!　お金持ち坊ちゃん×貧乏芸人のマジカ！？な私生活を大告白SP（フジテレビ）2013年7月16日Gooテレビ番組

- PS（中京テレビ)
- SKE48の世界征服女子（中京テレビ）2013年 5月21日[9]
- 花咲かタイムズ（CBCテレビ）
- お笑いワイドショー マルコポロリ!（関西テレビ）
- イッポウ（CBCテレビ）
- アクセル☆ビリー（メーテレ）
- Nスタ（TBSテレビ）
- ニュースステーション（テレビ朝日）
- ノリで行こう!!（中京テレビ）
- UP!（メーテレ）
- いいこと（岩手朝日放送）
- スーパーJチャンネル（岩手朝日放送）
- もつ鍋で人々を笑顔にする男（三重テレビ）
- ウラマヨ!『豪邸・珍邸・すごい家 住んでるの、だあれ？』（関西テレビ）2016年9月27日Gooテレビ番組
- 厳選！ 忍24時 『坂上忍が誰も知らない日本の24時間を解き明かす！西川峯岸ウラ台湾ツアー』（日本テレビ）2016年9月29日価格.comテレビ紹介情報
- 白熱ライブ ビビット (TBSテレビ)2016年11月3日Gooテレビ番組

- スイッチ! (東海テレビ) 2016年11月16日
- ありえへん∞世界『開運！なんでも鑑定団と合体コラボＳＰ』(テレビ東京)2016年11月22日Gooテレビ番組
- メッセンジャーの○○は大丈夫なのか？『超一流社長に密着ＳＰ』(毎日放送)2016年12月15日Gooテレビ番組
- 消費者観察バラエティ 気になるお客サマ (日本テレビ) 2016年8月5日Gooテレビ番組
- 日本一うらやましいのは誰だ！？　国民的お金持ちグランプリ (フジテレビ) 2017年1月2日 総合グランプリ 優勝Gooテレビ番組
- メッセンジャーの○○は大丈夫なのか？『普通じゃなかったあの人の冬の思い出は大丈夫なのか？』(毎日放送)2017年1月26日Gooテレビ番組
- 白熱ライブ　ビビット『搭乗金額の総額は数億円？ ヘリコプターをチャーターする会社社長の日常』(TBS)2018年2月14日